# 통의대부
통의대부(通议大夫/通議大夫)는 한국과 중국의 과거 관직, 또는 품계이다
한국에서는 고려의 정4품 하(下) 문관의 품계로 존재했다.